# 乙女高原

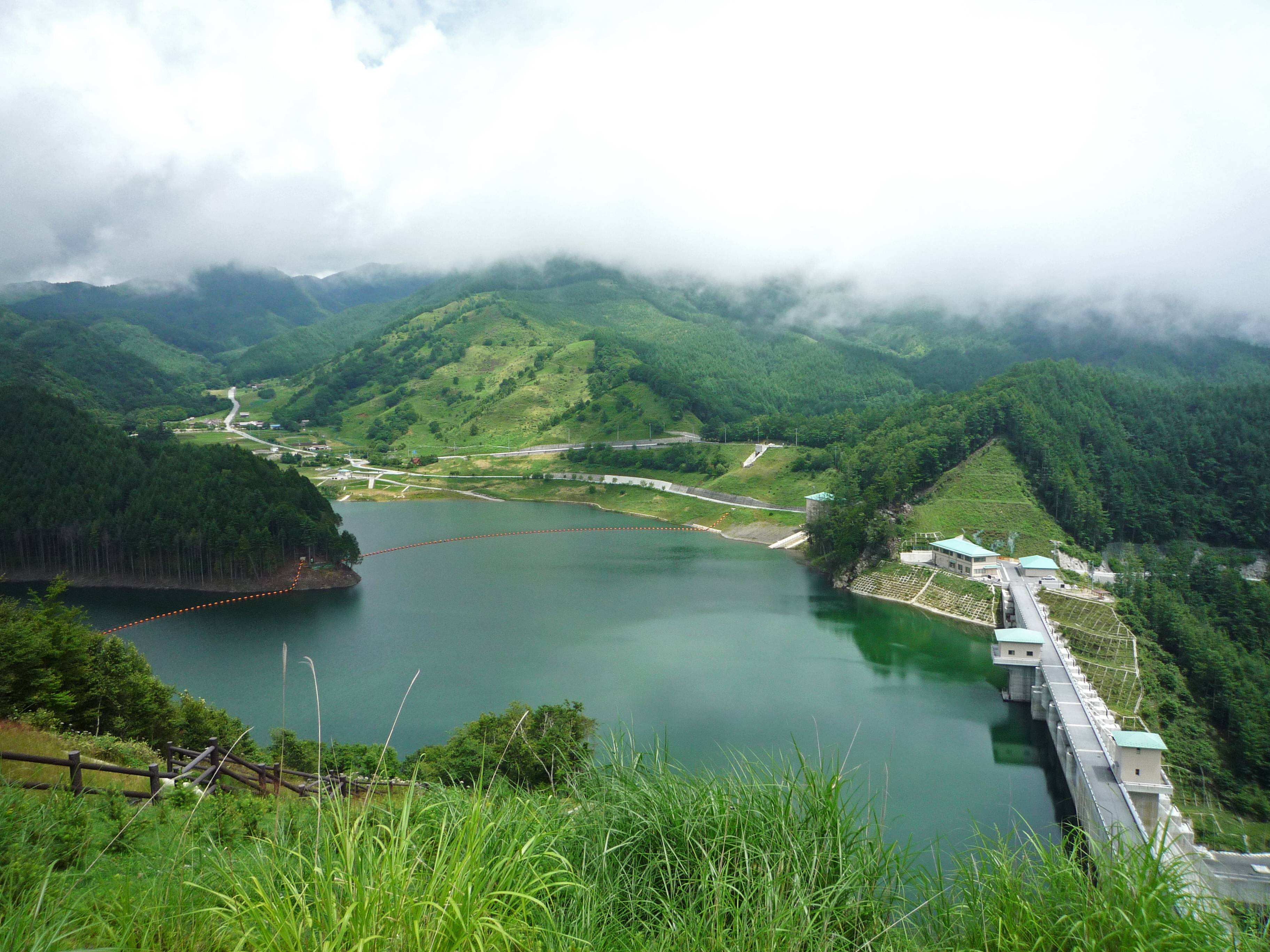
乙女湖（琴川ダム）

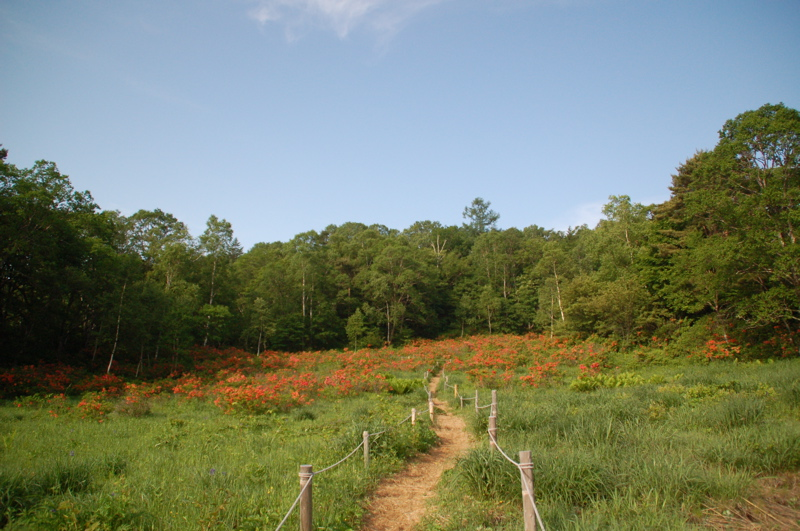
レンゲツツジが咲く乙女高原

乙女高原（おとめこうげん）は山梨県にあり、秩父山地の南西部にある高原。標高1,700メートル付近に位置する亜高山性高茎植物の草原である。

## 概要
シラカバ、ダケカンバ、ミズナラ、ブナなどが植生する亜高山帯にある。初夏にはレンゲツツジやアヤメなどの花が咲く。
冬季は、1951年1月20日に開設され2000年3月に閉鎖された山梨県営の乙女高原スキー場（スキー場構想時の名前は金峰山麓スキー場乙女ゲレンデ）となっていた。スキー場閉鎖後は、春夏秋に見られる草原としての姿を維持しようという運動が行われている。

## 隣接する山
- 焼山峠
- 倉沢山

## 交通
荒川林道（クリスタルライン）に駐車場がある。

## 関係団体
- 山梨市観光課